# Conflito da ilha de Tuzla em 2003

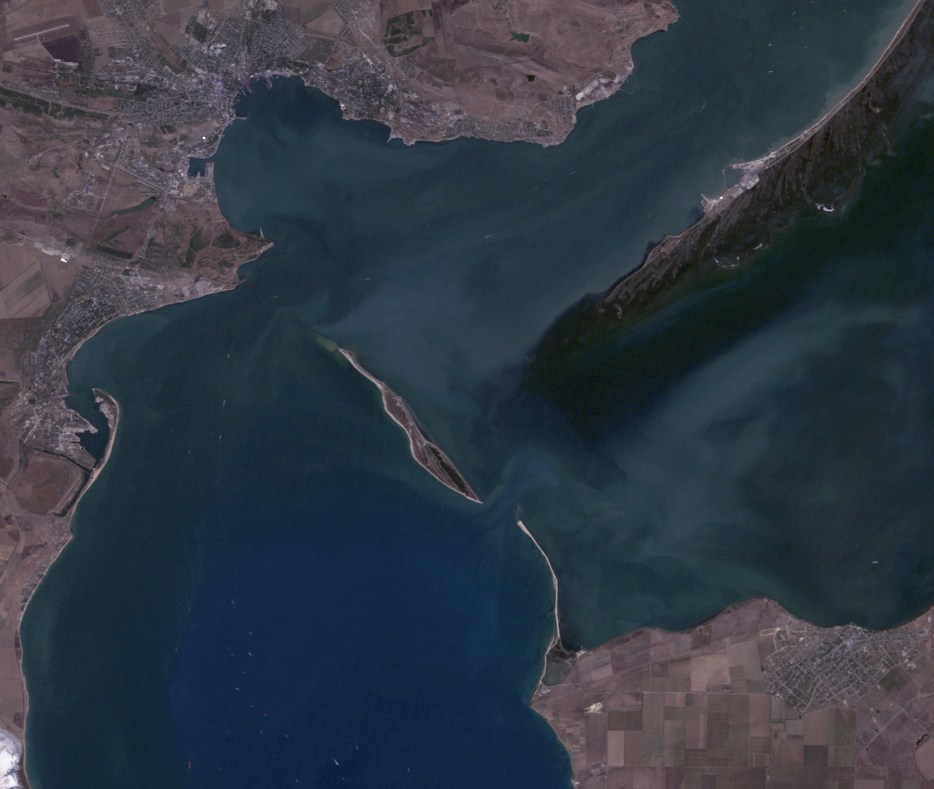
Estreito de Querche em 2011 retratando uma extensa forma de terra que se estende da costa russa em direção à ilha.

O conflito da ilha de Tuzla ou conflito no estreito de Querche, (em russo:  конфликт на острова Тузла, transl. Konflikt na ostrova Tuzla; em ucraniano:  Конфлікт на острова Тузла) foi uma disputa territorial entre a Rússia e a Ucrânia sobre a soberania da ilha de Tuzla no estreito de Querche em outubro de 2003, sendo a primeira crise diplomática entre os dois países. As autoridades russas alegaram que a transferência da Crimeia para a Ucrânia em 1954 incluía apenas as áreas continentais da Crimeia, embora a ilha de Tuzla tivesse sido administrativamente parte da Crimeia desde 1941. Desde a anexação russa da Crimeia em 2014, a ilha de Tuzla é uma parte de facto da Rússia e forma uma fundação para a ponte da Crimeia.

## Antecedentes

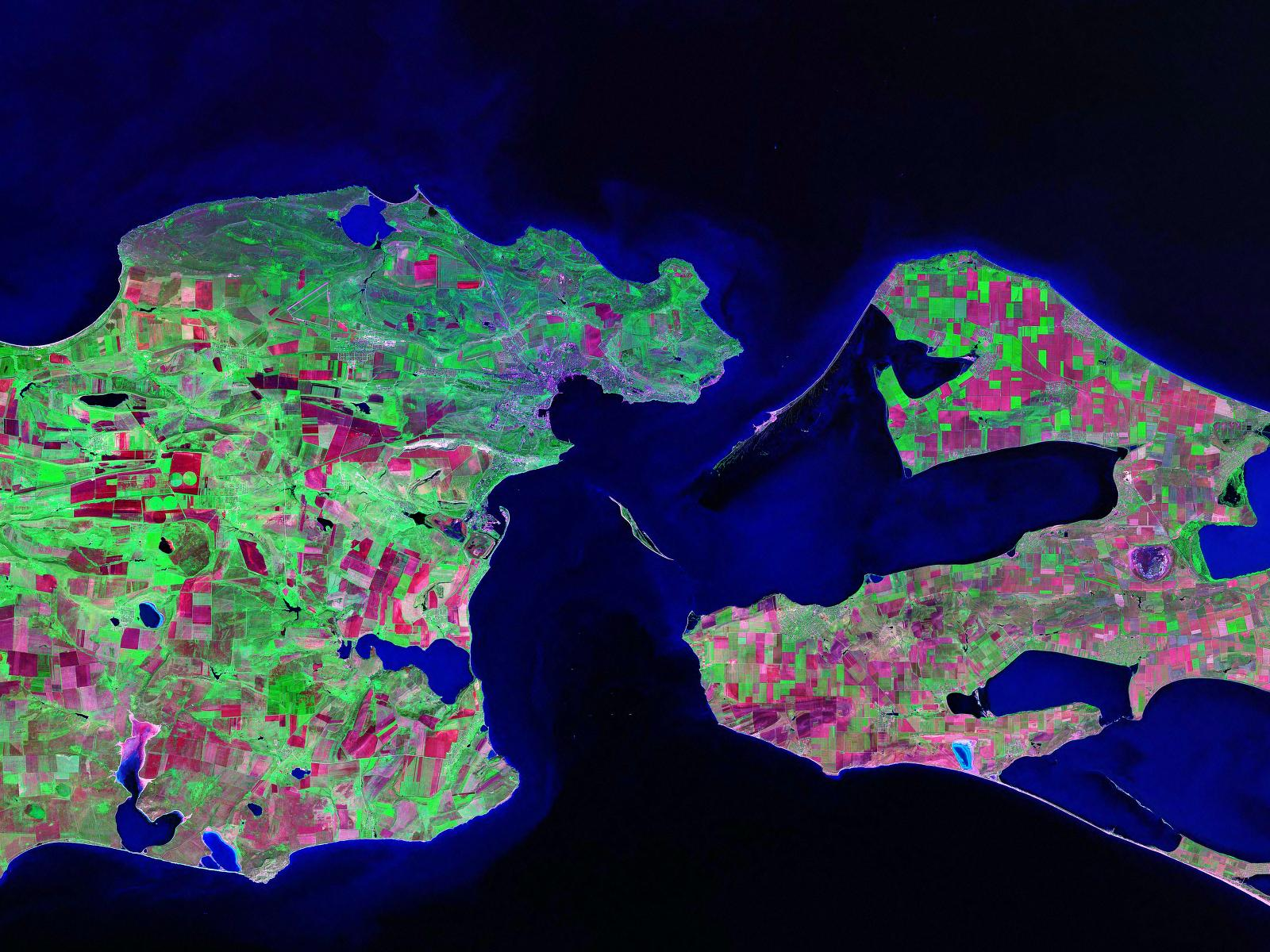
Estreito de Querche antes do início do conflito.

A ilha de Tuzla é uma pequena ilha no estreito de Querche com uma população máxima de 40 habitantes, que cobre uma área de 3,5 km², tem 6,5 km de comprimento e cerca de 500 m de largura. Inicialmente a ilha era um cordão peninsular e estava conectado com a península de Taman no krai de Azov-Mar Negro (atual krai de Krasnodar), mas uma forte tempestade em 1925 transformou-a em uma ilha. A ilha foi incluída na RSSA da Crimeia, pertencente à RSFS da Rússia em 7 de janeiro de 1941 por decreto do Presidium do Soviete Supremo, que foi posteriormente transferida para a RSS da Ucrânia em 19 de fevereiro de 1954 sob o nome de oblast da Crimeia. Após a dissolução da União Soviética em 1991, a Rússia e a Ucrânia concordaram em manter a fronteira que tinha sido definida dentro da União Soviética.
Alguns geógrafos acreditam que o lado ucraniano do mar de Azov, contém uma riqueza de petróleo e gás natural, bem como abundantes reservas de peixes. Como apenas o lado ucraniano da ilha era navegável e a ilha era considerada um território ucraniano, a Ucrânia controlava a entrada de navios do mar Negro para o mar de Azov, incluindo navios de países terceiros, obrigando os navios russos a pagar cerca de US$ 150 milhões anualmente em taxas de transporte.
A questão da soberania do krai de Krasnodar sobre a ilha foi levantada em 1997 por Alexander Travnikov. Em 29 de setembro de 2003, a Rússia iniciou a construção de um dique no cabo de Tuzla para diminuir os danos ecológicos na costa e para reconectar a ilha à península de Taman, sem qualquer consulta prévia com as autoridades do governo ucraniano. Os operários construíam cerca de 150 m (492 ft) de extensão do dique por dia e após a criação de 3,8 km de extensão em 23 de outubro, a construção foi suspensa a 102 m da fronteira proclamada pela Ucrânia.

## Conflito
Em 30 de setembro de 2003, o Ministério das Relações Exteriores da Ucrânia enviou ao Ministério das Relações Exteriores russo uma nota de declaração e no dia seguinte o presidente da ucraniano, Leonid Kutchma, interrompeu uma visita de Estado ao Brasil para manter o controle sobre negociações entre os diplomatas dos dois Estados. Ao chegar a Kiev, Kutchma voou para a ilha para reunir-se com autoridades ucranianas que monitoravam a construção do dique. O primeiro-ministro da Ucrânia, Viktor Yanukovych, cancelou uma viagem à Estónia e voou para Moscovo em 24 de outubro para se reunir com seu homólogo russo, Mikhail Kasyanov, para abordar a questão de Tuzla.
Em 21 de outubro de 2003, o Serviço de Fronteira da Ucrânia prendeu o rebocador russo Trujenik (труженик) que cruzou a fronteira do estado da Ucrânia e realizou fotografias e vídeos de monitoramento da ilha. A Rússia afirmou que eram representantes da imprensa e das autoridades locais e após o incidente, um respetivo protocolo foi criado e o navio foi entregue às autoridades fronteiriças russas. O presidente russo Vladimir Putin, ordenou a paragem da construção do dique em 22 de outubro, mas foi retomada no dia seguinte. Em 23 de outubro de 2003, o Conselho Supremo ucraniano emitiu uma resolução para "eliminar uma ameaça à integridade territorial da Ucrânia que apareceu como resultado da construção de diques pela Federação Russa no estreito de Querche". Uma comissão parlamentar especial provisória foi criada para investigar o caso de forma mais aprofundada.
Em 30 e 31 de outubro de 2003, começaram as negociações entre a Ucrânia e a Rússia que levaram à suspensão da construção do dique. Devido ao conflito, em 2 de dezembro de 2003, uma estação de patrulha de fronteira da Ucrânia foi instalada na ilha. Em 5 de dezembro de 2003, o Gabinete da Ucrânia emitiu a Ordem #735-р em relação a medidas urgentes para salvar a ilha. Em 4 de julho de 2004, o Gabinete da Ucrânia emitiu a Ordem #429р, que previa a construção de estruturas de reforço da costa e transferência populacional dos territórios inundados.
Em 24 de dezembro de 2003, os presidentes Putin e Kutchma, assinaram um acordo bilateral sobre a cooperação no uso do mar de Azov e no estreito de Querche, que fez com que esses corpos de água compartilhassem águas internas de ambos os países, no entanto, novas tensões surgiram após a anexação russa da Crimeia em 2014.

## Repercussões
O conflito ocorreu poucos meses antes das eleições para o 4º Estado Duma. Esta situação foi ativamente usada na campanha eleitoral do bloco Rodina de Dmitri Rogozin. O mesmo conflito foi usado na Ucrânia para incitar o sentimento antirusso.
A construção do dique levou ao aumento da intensidade do fluxo de água no estreito e à deterioração da ilha. Para evitar a deterioração, o governo da Ucrânia financiou obras terrestres para aprofundar o leito do estreito. O motivo para essas obras terrestres foi o de evitar que os navios russos tivessem que pagar um imposto à Ucrânia por cruzar o estreito de Querche, que era considerado como águas territoriais pela Ucrânia. Em 18 de novembro, uma tempestade também inundou cerca de 40 m do dique e 97 m² da ilha. A Ucrânia recusou-se a reconhecer o estreito como águas internas de ambos os países até dezembro de 2003.
Após o conflito de 2003, o Conselho Supremo da Crimeia ordenou a criação de um novo assentamento na ilha. No entanto, em 6 de setembro de 2006, a administração municipal de Querche, a qual a ilha pertence, recusou-se a criar tal assentamento, uma vez que conflitou com a composição administrativo-territorial da cidade.
Como resultado das conferências entre a Ucrânia e a Rússia, realizadas nos dias 12 e 13 de julho de 2005, a assessoria de imprensa do Ministério das Relações Exteriores da Ucrânia anunciou que a Rússia reconheceu que a ilha de Tuzla pertencia à Ucrânia e às "águas ao seu redor". No entanto, o Departamento de Informação e Imprensa do Ministério das Relações Exteriores da Federação Russa em resposta a tais informações afirmou que "o estatuto legal da ilha de Tuzla permanece incerto".
Em 12 de julho de 2012, em Ialta, os presidentes de ambos os países assinaram uma declaração conjunta sobre a futura delimitação da fronteira marítima entre a Rússia e a Ucrânia. Uma fonte da delegação russa disse à RIA Novosti que a Rússia está pronta para ceder a ilha de Tuzla, mantendo o "direito chave" da passagem de navios pelo estreito de Querche (e o direito de bloquear a passagem de navios de países terceiros).
A distância atual da ilha até ao dique inacabado, que se estende da península de Taman, é de cerca de 109 m (358 ft), com uma profundidade ao longo do antigo banco de areia não mais que 60 cm.

### Após a anexação da Crimeia pela Rússia

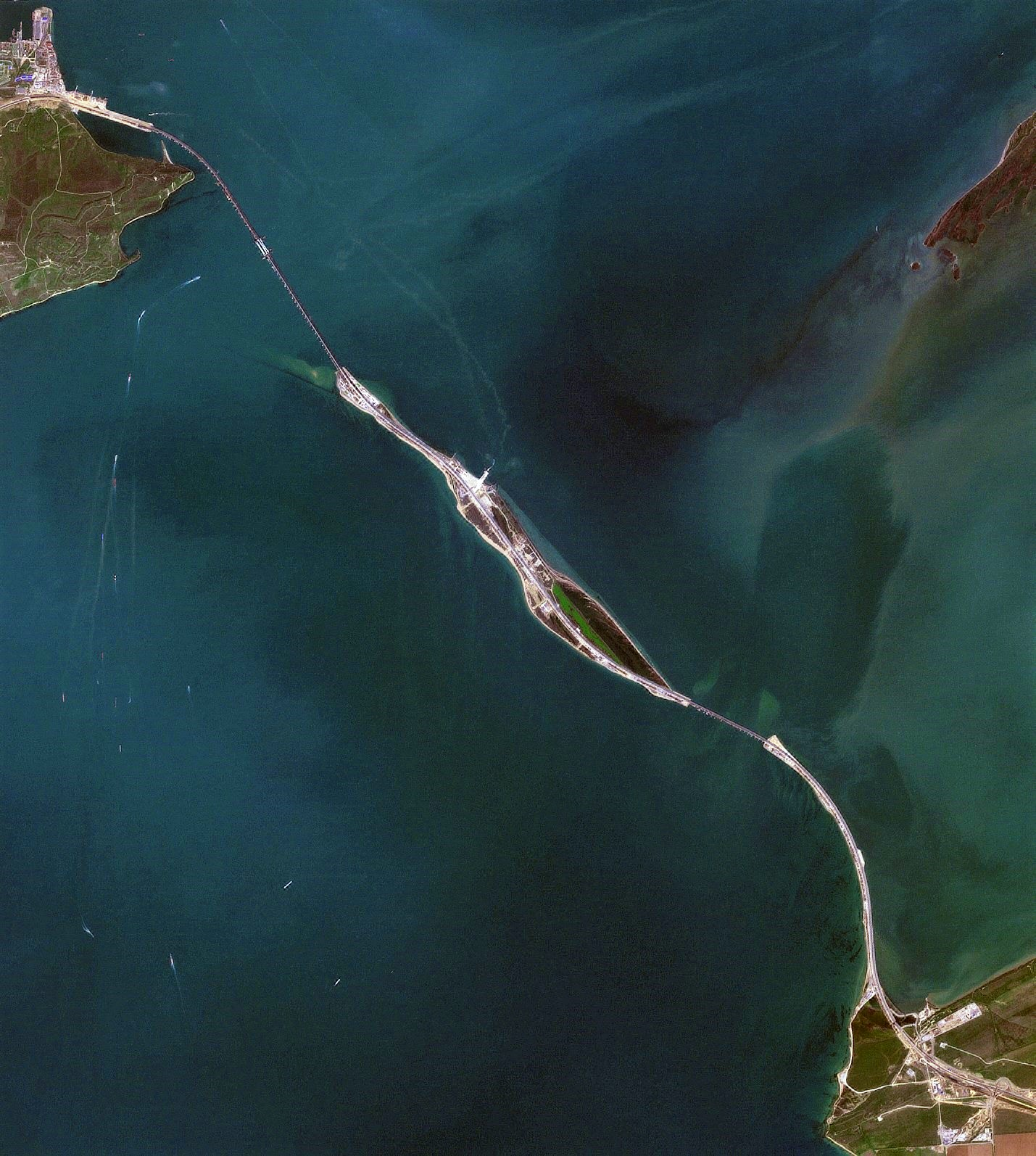
Ponte da Crimeia sobre a ilha de Tuzla em 2018.

Em 21 de março de 2014, a Rússia anexou a península da Crimeia e a ilha passou a ser uma parte de facto da Rússia. O ministro russo das Relações Exteriores, Sergey Lavrov, disse que o estreito de Querche não poderia mais ser um tema de negociações com a Ucrânia. Assim, a Federação Russa declarou unilateralmente o seu direito territorial ao estreito de Querche e à ilha de Tuzla.
Em junho de 2014, foi decidido que uma ponte iria cruzar o estreito de Querche entre o krai de Krasnodar e a Crimeia através da ilha de Tuzla. Em 1 de outubro de 2014, o lado ucraniano anunciou o término do acordo sobre a construção de uma ponte através do estreito. Em 2018, a primeira ponte de um quilómetro e meio conectou o dique, construído em 2003, com Tuzla. A segunda ponte ligava Tuzla à península da Crimeia.

## Na cultura popular
- Devido à elevada cobertura dos média sobre o conflito, a Vinnicabythim (Вінницяпобутхім) lançou uma linha de detergente em pó chamada "Tuzla".[31]
- Entre 3 e 6 de novembro de 2003, foi encenado o musical "Tuzla" no teatro Suzirja em Kiev, dedicado aos eventos do conflito.[32]